# ベヴ・ベヴァン
ベヴ・ベヴァン（Bev Bevan、1944年11月24日 - ）は、イングランドのロック・ドラマー。ザ・ムーブ、エレクトリック・ライト・オーケストラのオリジナル・メンバーとして著名。1983年から1984年にはブラック・サバスのツアー・メンバーとしても活動した。

## キャリア
バーミンガムのスパークヒル出身。高校卒業後、デパートのバイヤーとして働いていた。プロとしての音楽キャリアはデニー・レイン&ザ・ディプロマッツへの助っ人参加がスタートであった。1966年、カール・ウェイン&ザ・バイキングスに加入し、それがザ・ムーブ、エレクトリック・ライト・オーケストラ（以下ELO）へと発展していった。ベヴァンはドラム、パーカッションのほか、ザ・ムーブ時代にはボーカルもこなした。
ELOはソングライターにしてマルチプレイヤーのジェフ・リン、ロイ・ウッド、ベヴァンによって結成され、1971年にファースト・アルバムを発表。以降、1970年代から1980年代の初頭まで世界的な人気を博す。
ベヴァンは、『ズーム』（2001年）以降の作品を除く、すべてのELO名義のアルバムのレコーディングに参加した。1976年には、ソロ・シングル「Let There Be Drums」を発表。1980年にはELOのバイオグラフィを出版した。
1983年、イアン・ギラン擁するブラック・サバスのアルバム『悪魔の落とし子』収録の「Trashed」と「Zero the Hero」のPVに出演、そのままビル・ワードの代役として「Born Again tour」に参加した。
1986年、バーミンガム小児病院のためのチャリティ・イベント『ハートビート』を企画立案した。同イベントは同年3月15日に開催され、ムーディー・ブルース、ロバート・プラント、UB40、ザ・ロイ・ウッド・バンド、ELOが出演して大成功を収めた。
1988年、既に活動を停止していたELOの復活をリンに打診するも同意が得られなかったので、リン抜きでの活動再開を決意。当初ELOの名称使用を巡って紛糾したが、結局「ELO Part II」を明記することで両者は合意。ELO Part II はベヴァンの下、良く言えば民主的に運営されたが、オリジナルELOの中心人物であったリンに相当する創作の核を持たず、結局オリジナルほどの成功は収められぬまま2000年に解散を発表する。
2004年のカール・ウェインの死後、フィル・トゥリー、ELO Part II時代の同僚フィル・ベイツらとベヴ・ベヴァンズ・ムーブを結成。ザ・ムーブ時代の曲をセットの中心に据えたツアーを敢行した。
現在、BBCのローカル・ラジオ放送局BBCウェストミッドランズで毎週日曜日午後の番組を担当しているほか、バーミンガムで週1回発行されるタブロイド紙サンデー・マーキュリーの紙面上でレコード・レビューを担当、同紙のブログでも執筆活動を行っている。
2011年1月のベスト・オブ・ブロードストリート・アワードで、バーミンガムのウォーク・オブ・ザ・スターズに選出された。

## 私生活
イングランド中部のウォリックシャーに妻、息子と暮らしている。彼はウルヴァーハンプトン・ワンダラーズFCの熱狂的なサポーターである。

## 著書
- Bevan, Bev (1980). The Electric Light Orchestra Story. Mushroom Publishing Ltd. ISBN 978-0907394013